# Dănciulești (gmina)
Dănciulești – gmina w Rumunii, w okręgu Gorj. Obejmuje miejscowości Bibulești, Dănciulești, Hălăngești, Obârșia, Petrăchei, Rădinești i Zăicoiu. W 2011 roku liczyła 2269 mieszkańców.